# Naoya Inoue
Pour les articles homonymes, voir Inoue.
Naoya Inoue (井上 尚弥, Inoue Naoya), né le 10 avril 1993 à Zama, est un boxeur japonais. Après avoir été champion du monde en poids mi-mouches et super-mouches, il unifie toutes les ceintures mondiales majeures de la catégorie des poids coqs. Il est le frère de Takuma Inoue.
Le 25 juillet 2023, Naoya Inoue devient champion du monde WBC et WBO en catégorie super-coqs en battant l'Américain Stephen  Fulton par TKO au huitième round à l'Ariake Arena de Tokyo. La même année, le 26 décembre, il unifie également les ceintures WBA et IBF à l'issue de son combat contre Marlon Tapales remporté par KO au dixième round. Six mois après Terence Crawford, il devient le deuxième boxeur à détenir les quatre ceintures dans deux catégories différentes.

## Carrière
Disputant son premier combat le 2 octobre 2011 à 18 ans dans la catégorie des poids mi-mouches, il s'empare du titre de champion du Japon lors de son 4e combat professionnel le 25 août 2013 en battant Ryoichi Taguchi par décision unanime en 10 rounds. Il remporte le titre de champion d'Asie OPBF lors de son combat suivant en battant le Philippin Jerson Mancio par KO technique en 5 rounds.
Après seulement 5 combats, il combat le double champion du monde WBC Adrián Hernández et l'emporte dans la 6e reprise par arrêt de l'arbitre, après avoir mis son adversaire à terre, devenant champion du monde à 20 ans. Inoue conserve son titre le 5 septembre 2014 en battant par arrêt de l'arbitre à la 11e reprise Samartlek Kokietgym puis le laisse vacant en novembre afin d'affronter Omar Andres Narvaez, champion WBC des super-mouches. Le combat se déroule à Tokyo le 25 décembre 2014 et voit Inoue l'emporter par KO au second round. Il bat ensuite au second round Warlito Parrenas le 29 décembre 2015 puis aux points David Carmona le 8 mai 2016 et Karoon Jarupianlerd par KO au 10e round le 4 septembre 2016. Trois mois plus tard, le 30 décembre 2016, il domine en moins de 6 rounds son compatriote Kohei Kono puis il bat par KO au 3e round Ricardo Rodriguez le 21 mai 2017.
Naoya Inoue poursuit sa série de victoires en battant le 9 septembre 2017 l'Américain Antonio Nieves par jet de l'éponge à l’issue du 6e round puis Yoann Boyeaux par arrêt de l'arbitre au 3e round le 30 décembre suivant. Il laisse sa ceinture WBO vacante le 6 mars 2018 pour combattre en poids coqs et s'empare du titre WBA régulier le 25 mai 2018 aux dépens de Jamie McDonnell. Le 18 mai 2019, il bat en moins de deux reprises Emmanuel Rodriguez, champion IBF de la catégorie, et le 7 novembre suivant, il domine aux points Nonito Donaire, champion WBA.
Le 31 octobre 2020, le boxeur japonais bat par arrêt de l’arbitre au 7e round Jason Moloney et le 13 juin 2021 Michael Dasmarinas à Las Vegas par KO au 3e round. Il bat ensuite Aran Dipaen le 14 décembre 2021 par arrêt de l'arbitre au 8e round et Nonito Donaire, champion WBC de la catégorie, le 7 juin 2022 par arrêt de l'arbitre au second round. Le 13 décembre 2022, Inoue parvient à réunifier les 4 principales ceintures de la catégorie poids coqs après sa victoire par KO au 11e round face au Britannique Paul Butler puis annonce le 13 janvier 2023 renoncer à défendre ses ceintures pour boxer dans la catégorie de poids supérieure.
Le 25 juillet 2023, Naoya affronte le champion WBC & WBO des poids super-coqs, Stephen Fulton, qu'il bat par arrêt de l’arbitre au 8e round, devenant ainsi champion du monde dans une 4e catégorie de poids. Il réunifie les 4 principaux titres de la catégorie en battant le 26 décembre 2023 Marlon Tapales, champion IBF et WBA, par arrêt de l’arbitre au 10e round.
Le 6 mai 2024, Naoya Inoue combat pour la première fois de sa carrière au Tokyo Dome (qui n’avait pas accueilli d’événement de boxe depuis 34 ans) et parvient à défendre ses 4 ceintures contre Luis Nery en le stoppant par KO dans la sixième reprise après avoir subi le premier knock-down de sa carrière professionnelle au cours du premier round. Il conserve également ses ceintures le 3 septembre 2024 en battant par arrêt de l'arbitre au 7e round TJ Doheny ; le 24 janvier 2025 en battant par KO au 4e round Ye Joon Kim et le 4 mai suivant Ramon Cardenas au 8e round malgré le second knock-down subi de sa carrière professionnelle.

## Distinctions
- Sa victoire au 1er round contre Juan Carlos Payano est élue KO de l'année en 2018 par Ring Magazine.
- Le combat Naoya Inoue vs. Nonito Donaire I est élu combat de l'année en 2019 par Ring Magazine.
- Élu boxeur de l'année 2023 par Ring Magazine. C'est la première fois qu'un Japonais reçoit cette distinction en plus de 100 ans, notamment grâce à une unification des 4 ceintures dans une deuxième catégorie de poids en un temps records (1 année).